# جیک‌ماهیان
جیک‌ماهیان (نام علمی: Mochokidae) نام یک تیره از راسته گربه‌ماهی‌سانان است.